# 아나벨라 피가턱
아나벨라 피가턱(Annabella Piugattuk, 1982년 12월 19일 ~ )은 캐나다의 배우, 영화배우이다.
이칼루이트에서 태어났다.

## 영화
- 스노우 워커 (2003년)[1] - 이뉴잇 소녀 카날라 역

## TV 미니시리즈
- 인투 더 웨스트(Into the West, 2005년)[2]